# Karel Procházka (1833)
Karel Procházka (anglicky Charles Prochazka, 1833 Lanškroun – 30. března 1912 Peoria, Illinois) byl česko-americký obchodník, knihkupec, hoteliér, novinář, redaktor prvních krajanských periodik v USA a spolkový činovník. Byl členem redakcí česky psaných periodik Slávie, Pokrok či Pravda, roku 1865 se pak stal vůbec prvním autorem česky psané knihy vydané ve Spojených státech.

## Život

### Mládí
Narodil se v Lanškrouně na severozápadním rozhraní Čech a Moravy. V 50. letech 19. století je uváděn jako majitel knihkupectví, vydavatelství a dílny na výrobu papírových krabic na klobouky v pražském Karlíně. Okolo roku 1861 se rozhodl emigrovat Spojených států za lepšími pracovními příležitostmi či větší společenskou svobodou.

### V USA
Po příjezdu do New Yorku se zde na čas usadil, mj. s podporou zdejší české komunity. Roku 1864 pak odešel i s rodinou na americký Středozápad a posléze se usadil v St. Louis ve státě Missouri, kde mj. pracoval jako redaktor krajanského periodika Pokrok. I zde tehdy působila etablovaná česko-americká komunita, soustředěná do spolku Česko Slovanská Podpůrná Společnost (ČSPS, anglicky Czech-Slovak Protective Society). Dále zde pracoval jako redaktor časopisu Pozor a česky psaného deníku Slávie.

### Sokol
Procházka se jakožto člen Č.S.P.S. významně zasloužil o přenesení myšlení tělovýchovných jednot Sokol Miroslava Tyrše a Jindřicha Fugnera, vznikajících v českých zemích od počátku 60. let 19. století. Ve spolupráci s Jaroslavem Vostrovským a J. B. Erbenem začali usilovat o vznik první americké tělocvičné jednoty Sokola v St. Louis. Tyto snahy zkomplikovaly a zdržely okolnosti probíhající americké občanské války. 14. února 1865 byla v České síni (Czech Hall) v St. Louis slavnostně založena zdejší sokolská jednota, jejímž prvním starostou se stal J. B. Erben. Dozvuky války však donutili jejich aktivity záhy přerušit a jednota posléze roku 1866 zanikla. K obnovení Sokola v St. Louis pak došlo roku 1871 pod vedením Jana Aloise Olivieruse.

### Publikační činnost
Roku 1865 se rozhodl samonákladem vydat svůj rukopis s názvem Pravda, čili volné posouzení událostí a pokroku 19. století. Kniha vyšla v Racine, kde byla vydávána Slávie a další krajanské tisky, jakožto první česky psaný titul v USA. Procházka byl připraven vydat také druhý díl spisu, k čemuž ale pro nedostatek financí nikdy nedošlo.
Posléze se s rodinou usadil ve městě Peoria v Illinois, kde si zřídil doutníkářskou živnost. Posléze nashromáždil kapitál a na hlavní městské ulici si zřídil hotel pojmenovaný Grand, který následně provozoval.

### Úmrtí
Karel Procházka zemřel v sobotu 30. března 1912 v Peorii, Illinois ve věku 78 nebo 79 let.